# Jorge Collar
Jorge Collar Lacalle (Madrid, 2 de noviembre de 1930-París, 16 de abril de 2019) fue un periodista español afincado en Francia. Corresponsal de diversos medios de comunicación y crítico de cine. Asistió al Festival de Cannes durante más de cincuenta años ininterrumpidamente.

## Biografía

### Formación universitaria y Nuestro Tiempo
Aunque en un principio pensó en cursar los estudios de Derecho, finalmente se decantó por el periodismo. Comenzó en Madrid y los concluyó en Barcelona.  
En 1954 regresó a Madrid donde comenzó a trabajar en la revista Nuestro Tiempo. Allí trabajó como secretario de redacción, junto al director y fundador de la revista, Antonio Fontán. La redacción se encontraba en la Ciudad Universitaria de Madrid, compartiendo los mismos locales que el semanario La Actualidad Española. Allí coincidió con: Ángel Benito, José Luis Martínez Albertos, José Luis Quintanilla, Gonzalo Redondo y Jesús María Zuloaga. 

### Corresponsal cultural en París
En octubre de 1957 se trasladó a París para comenzar y dirigir una residencia de estudiantes, que fue el primer centro del Opus Dei en Francia. Este cambio lejos de impedir que siguiera desempeñando su actividad periodística, le convirtió en corresponsal en la capital francesa de Nuestro Tiempo. Su trabajo le permitió adentrarse en el mundo cultural parisino. Realizó diversas colaboraciones sobre cine, cuestiones políticas, libros, teatro, etc. Descubrió a los autores de moda como Samuel Beckett, Jean Anouilh y Eugène Ionesco. 

#### Festival de cine de Cannes
Desde 1959 y hasta cuatro años antes de su fallecimiento, acudió al Festival de Cannes para realizar la crónica cultural que enviaba anualmente a Nuestro Tiempo. Del Festival guardaba numerosos recuerdos: "Recuerdo, en 1959, haberme encontrado con Truffaut en el mostrador de un bar y haber mantenido largas conversaciones con él. Incluso las estrellas eran accesibles. Podríamos hablar fácilmente con Orson Welles, caminar tranquilamente en la Croisette junto a Anthony Perkins. No había presión, las multitudes que hay ahora." Algunos muy emotivos, como "la visita de Chaplin en 1971, la de Groucho Marx en 1972. Un momento de emoción y asombro también, la ovación de la crítica a Thérèse Alain Cavalier, en 1986: diez minutos de aplausos de pie, la ovación más larga de la historia del Festival." Fueron años en los que, a diferencia de lo que ocurre en el siglo XXI, las relaciones humanas eran muy importantes.
En 2010 recibió la Plume d’Or, por ser el crítico más longevo del Festival.
Su trabajo periodístico se extendió a otros medios de comunicación, tanto españoles -Europa Press, Nuevo Diario, Radio Nacional de España-, como franceses -Famille Chrétienne-.